# Het kartel van Sebastopol
Het kartel van Sebastopol is een spionageroman van auteur Gérard de Villiers en het 119e deel uit de S.A.S.-reeks met als protagonist de Oostenrijkse prins en freelance CIA-agent Malko Linge.

## Het verhaal
De Oekraïense maffia heeft in Sebastopol, de Krim een uiterst lucratieve wapensmokkeloperatie opgezet. De CIA heeft achterhaald dat de Oekraïense maffia op het punt stond een zeer gedifferentieerd wapenarsenaal te leveren aan Bosnische moslims maar de tussenpersoon tussen het maffiakartel en de kopers werd vermoord en het geld dat met de transactie gemoeid was is verdwenen. Malko voert een onderzoek om het geld te traceren en uiteindelijk in handen te krijgen zodat de status quo in de Balkan gehandhaafd blijft. Malko moet alles op alles zetten om de geplande transactie geen doorgang te laten vinden.

## Personages
- Malko Linge, een Oostenrijkse prins en CIA-agent;
- Chris Jones, een CIA-agent en partner van Brabeck;
- Milton Brabeck, een CIA-agent en partner van Jones;
- Vladimir Sevtsjenko, een Oekraïense wapenhandelaar;

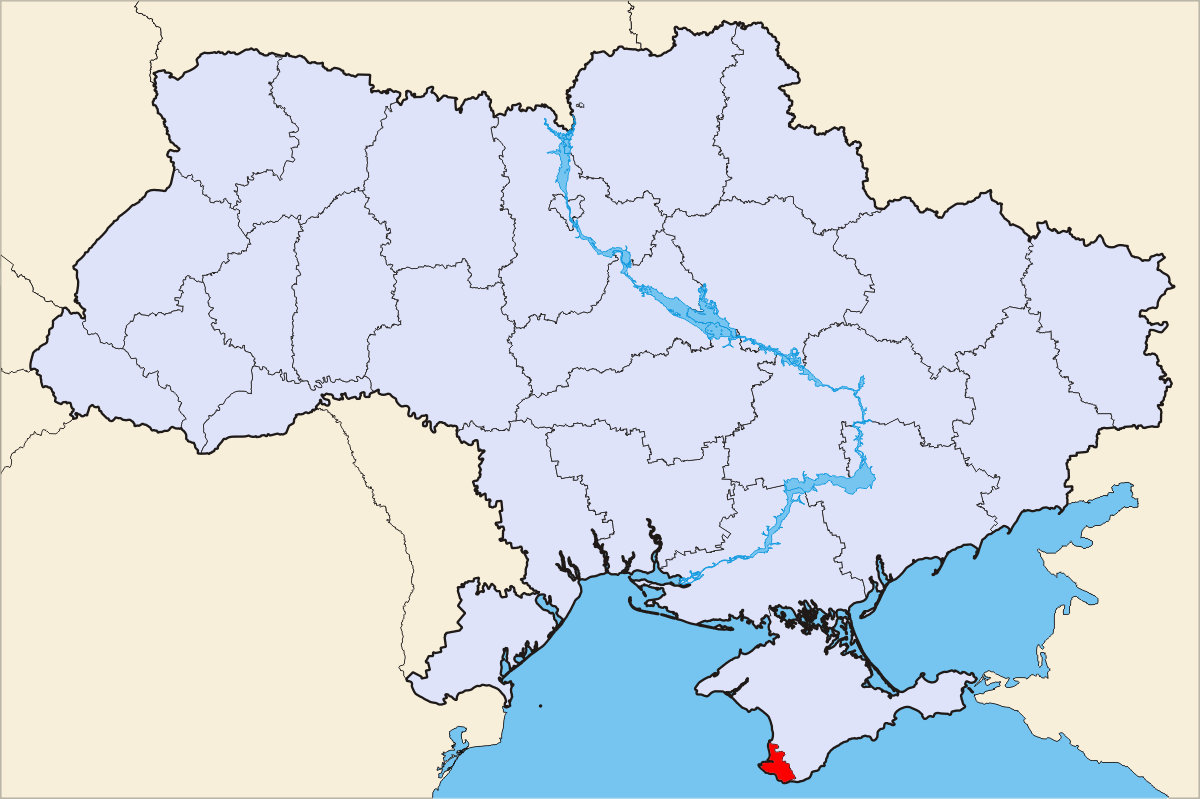
De havenplaats Sebastopol in de Krim.

- Swetlana Mariane.